# Le Bouchage (Isèra)
Le Bouchage és un municipi francès situat al departament de la Isèra i a la regió d'Alvèrnia-Roine-Alps. L'any 2007 tenia 561 habitants.

## Demografia

### Població
El 2007 la població de fet de Le Bouchage era de 561 persones. Hi havia 220 famílies de les quals 60 eren unipersonals (20 homes vivint sols i 40 dones vivint soles), 84 parelles sense fills i 76 parelles amb fills.
La població ha evolucionat segons el següent gràfic:
Habitants censats

### Habitatges
El 2007 hi havia 269 habitatges, 228 eren l'habitatge principal de la família, 24 eren segones residències i 17 estaven desocupats. 259 eren cases i 10 eren apartaments. Dels 228 habitatges principals, 193 estaven ocupats pels seus propietaris, 33 estaven llogats i ocupats pels llogaters i 2 estaven cedits a títol gratuït; 9 tenien dues cambres, 14 en tenien tres, 77 en tenien quatre i 128 en tenien cinc o més. 172 habitatges disposaven pel capbaix d'una plaça de pàrquing. A 80 habitatges hi havia un automòbil i a 126 n'hi havia dos o més.

### Piràmide de població
La piràmide de població per edats i sexe el 2009 era:
| Homes | Edats   | Dones |
| ----- | ------- | ----- |
| 0     | 95 o +  | 4     |
| 0     | 90 a 94 | 0     |
| 4     | 85 a 89 | 4     |
| 0     | 80 a 84 | 12    |
| 4     | 75 a 79 | 12    |
| 4     | 70 a 74 | 0     |
| 20    | 65 a 69 | 8     |
| 16    | 60 a 64 | 16    |
| 12    | 55 a 59 | 12    |
| 24    | 50 a 54 | 28    |
| 28    | 45 a 49 | 4     |
| 16    | 40 a 44 | 24    |
| 16    | 35 a 39 | 16    |
| 12    | 30 a 34 | 16    |
| 12    | 25 a 29 | 20    |
| 0     | 20 a 24 | 0     |
| 32    | 15 a 19 | 8     |
| 20    | 10 a 14 | 0     |
| 16    | 5 a 9   | 12    |
| 4     | 0 a 4   | 20    |

## Economia
El 2007 la població en edat de treballar era de 382 persones, 280 eren actives i 102 eren inactives. De les 280 persones actives 252 estaven ocupades (144 homes i 108 dones) i 28 estaven aturades (10 homes i 18 dones). De les 102 persones inactives 41 estaven jubilades, 20 estaven estudiant i 41 estaven classificades com a «altres inactius».

### Ingressos
El 2009 a Le Bouchage hi havia 227 unitats fiscals que integraven 577 persones, la mediana anual d'ingressos fiscals per persona era de 16.867 €.

### Activitats econòmiques
Dels 15 establiments que hi havia el 2007, 2 eren d'empreses de fabricació d'altres productes industrials, 4 d'empreses de construcció, 5 d'empreses de comerç i reparació d'automòbils, 1 d'una empresa de transport, 1 d'una empresa d'hostatgeria i restauració i 2 d'empreses de serveis.
Dels 3 establiments de servei als particulars que hi havia el 2009, 1 era una fusteria, 1 electricista i 1 restaurant.
L'any 2000 a Le Bouchage hi havia 21 explotacions agrícoles que ocupaven un total de 504 hectàrees.

## Equipaments sanitaris i escolars
El 2009 hi havia una escola elemental.

## Poblacions més properes
El següent diagrama mostra les poblacions més properes.